# 无锡市锡山人民医院
31°36′01″N 120°28′27″E / 31.60040°N 120.47429°E
无锡市锡山人民医院，原无锡市锡山区人民医院，是中华人民共和国江苏省的一所医院，为三级乙等医院，位于无锡市广瑞路75号。新院区位于锡山区安镇街道大成路1128号。

## 沿革
前身为1976年的无锡县人民医院，为首批部颁二级甲等综合性医院。2014年6月，医院与东南大学附属中大医院建立合作共建关系，挂牌成立“东南大学附属中大医院无锡分院”。2018年1月28日，新院区正式投入运行。2019年12月，被确认为三级综合性医院。